# Onorata Rodiani
Onorata Rodiani (O Honorata Rodiana) (1403–1452) va ser una "semi-legendaria" pintora italiana i condottiere. Va néixer a Castelleone proper a Cremona, i també hi va morir.

## Assassinat d'un cortesà cremonès
L'anècdota per que és més coneguda Onorata va ser descrit per primer cop el 1590 per Conrado Flameno en el seu Storia di Castelleone (Història de Castelleone). Segons ell, Gabrino Fondolo, tirà de la ciutat de Cremona, va encarregar Onorata que decorés el seu palau amb pintures; és l'únic registre d'una feina atorgada a una dona en el Quattrocento. Mentre pintava un fresc, que era la seva especialitat, un jove cortesà es va comportar amb indecència envers ella. Onorata el va matar amb un ganivet i va fugir "disfressada com un home". Flameno la cita dient:
| « | "És millor viure amb honor fora de la meva pàtria que deshonrada dins" | » |

## Vida com a soldat
La Storia di Castelleone de 1590 diu que Onorata Rodiani, va ser jutjada i perdonada per Gabrino Fondolo, i va entrar al servei de Oldrado Lampugnano, un condottiere (comandant de mercenari), com a cavaller el 1423. Flameno diu que ella ho va fer "sense que ningú ho sapigués", i "amb el seu nom i la seva roba canviada", suggerint-la com a exemple de canvi de gènere durant la guerra. Aleshores ella va servir amb diversos capitans, incloent Conrado Sforza, germà del duc Francesco Sforza. Mentre estava sota les seves ordres, l'any 1452, presumptament va venir a l'ajut de la seva ciutat natal de Castelleone, assetjada per la República de Venècia. El setge va ser aixecat però va ser ferida mortalment, va ser portada a la ciutat, i allà, després de ser "reconeguda amb gran sorpresa", va morir. Flameno Conclou aquest episodi amb un altre cita d'Onorata:
| « | "He viscut honrada, honrada moriré" | » |

## Historicitat
Com s'ha constatat abans, la historicitat de Onorata Rodiani és poc clara. Conrado Flameno, a les dues cites atribueix a Onorata, jocs de paraules amb el seu nom : Onorata significa "honrat" en italià, i Onorata, en ambdós casos, parla com "vivint amb honra".
Segons Flameno, va ser enterrada a l'església parroquial de Castelleone, però una nova església parroquial va ser construïda a Castelleone el segle xvi, i no es va trobar cap traça de la seva tomba. La seva llegenda és, no obstant això, viva a Castelleone, i dos murals al palazzo Galeotti-Vertua, on es pensa que va viure Gabrino Fondolo, son de vegades atribuïdes a ella.
Hi ha diverses versions pel que fa a les feines que Onorata estava pintant abans d'haver de fugir. Una versió de segle xix constata que pintava en tremp d'ou i en escaiola, el que podria explicar que cap de les seves feines s'hagin conservat. D'altra banda, si veritablement va pintar al fresc voldria dir que va tenir una llarga formació, ja que aquesta és una tècnica difícil - "una circumstància encara més notable, en aquells dies quan les dones eren comparativament sovint vistes al capdavant de tropes, que servis sota el comandament del condotierri". El nom d'una altra dona, Caterina dei Vigri, qui va ser finalment canonitzada, apareix en una de les pintures del 1456, i el seu biògraf i amic va escriure que Caterina dei Vigri va pintar notables miniatures. Recentment han estat descobertes algunes pintures fetes per Caterina.
Tanmateix, les dates donades per Conrado Flameno respecte a les tasques com a soldat d'Onorata, son coherents amb els esdeveniments militars a Itàlia durant el segle xv.

## Cultura popular
La figura d'Onorata apareix a la novel·la Ash: A Secret History de Mary Gentle, on suggereix que l'episodi amb el cortesà Cremonès és propaganda, però porta el comandament d'una companyia de mercenaris on coneix al seu company i caràcter principal, Ash. També és un dels noms que apareix a la obra The Dinner Party, de Judy Chicago.